# Прометрин
Прометрин — хімічна сполука з групи триазинів, що являє собою тіометиловий аналог гербіциду пропазину.

## Отримання
Прометрин отримують в результаті реакції 2-хлор-4,6-біс(ізопропіламін)-S-триазину з метилтіолатом натрію або в результаті реакції пропазину з метантіолом у присутності гідроксиду натрію.

## Характеристики
Займиста безбарвна, без запаху тверда речовина, нерозчинна у воді. Речовина стійка до гідролізу при 20 °C в нейтральних, слабокислих або слаболужних середовищах, але гідролізується гарячими кислотами та лугами. Розкладається під дією ультрафіолету.

## Використання
Прометрин використовується в якості засобів захисту рослин. Він використовувався у Сполучених Штатах у 1964 році в якості гербіциду для боротьби з бур'янами таких сільськогосподарських культур як бавовна, селера, голубиний горох і кріп. Ефект базується на пригніченні фотосинтезу шляхом інгібування фотосистеми II.

## Твердження
Прометрин не входить до списку допущених інгредієнтів засобів захисту рослин Євросоюзу. У Німеччині, Австрії та Швейцарії в даний час немає засобів захисту рослин, що містять цю речовину.